# Nicholas Brendon
Nicholas 'Nicky' Brendon Schultz (Los Angeles, 12 april 1971) is een Amerikaans acteur. Hij werd zowel in 1998, 1999 als 2000 genomineerd voor een Saturn Award voor zijn rol als Xander Harris in Buffy the Vampire Slayer.
Brendon had nooit het hoofddoel acteur te worden. Hij had daarentegen aanleg voor honkbal, maar zijn ambities in die richting werden getemperd door een armblessure. Hij verscheen vervolgens in een aantal reclamespotjes en stond achter de camera bij Dave's World, als productieassistent (waarin hij in één aflevering ook meespeelt). Daarna had Brendon bescheiden rolletjes in soaps als The Young and the Restless en Secret Lives.
Brendon maakte in 1995 zijn filmdebuut in Children of the Corn III: Urban Harvest, dat rechtstreeks op video verscheen. Zijn auditie voor de serie Buffy the Vampire Slayer twee jaar later overtuigde de makers zodanig, dat hij binnen vier dagen de rol van Xander Harris kreeg. Hij behoorde vervolgens in alle zeven seizoenen dat de serie liep tot de vaste cast, waardoor de serie veruit zijn omvangrijkste acteerproject werd.
Brendon heeft een eeneiige tweelingbroer genaamd Kelly Donovan, die ook acteur is. Deze viel tijdens verschillende Buffy-afleveringen voor hem in. De tweeling heeft nog twee broers, Christian en Kyle.

## Filmografie
*Exclusief televisiefilms
- Wanton Want (2021)
- Judgment (2018)
- Milk and Honey: The Movie (2018)
- The Nanny (2018)
- Redwood (2017)
- Indigo (2014)
- The Morningside Monster (2014)
- Coherence (2013)
- Big Gay Love (2013)
- Hard Love (2011)
- The Portal (2009)
- Blood on the Highway (2008)
- Unholy (2007)
- Demon Island (2002)
- Psycho Beach Party (2000)
- Children of the Corn III: Urban Harvest (1995)

## Televisieseries
*Exclusief eenmalige gastoptredens
- Private Practice - (2010) Seizoen 4, aflevering 7,8 en 13
- Criminal Minds - Kevin Lynch (2007-2014)
- American Dragon: Jake Long - Huntsboy #89 (stem, 2006-2007, zes afleveringen)
- Kitchen Confidential - Seth Richman (2005-2006, dertien afleveringen)
- Buffy the Vampire Slayer - (Ale)Xander Harris (1996-2003, 144 afleveringen + geannuleerde pilot)

## Discografie
- Buffy the Vampire Slayer Cast - Once More, with Feeling (2002) (gastzang)

## Strips
Als co-auteur:
- Buffy the Vampire Slayer Season 10: New Rules (2014) (met Christos Gage)
- Buffy the Vampire Slayer Season 10: I Wish (2015) (met Christos Gage)
- Buffy the Vampire Slayer Season 10: Love Dares You (2015) (met Christos Gage)
- Buffy the Vampire Slayer Season 10: Freaky Giles Day (2015) (met Christos Gage)